# 日本畜産
日本畜産株式会社（にほんちくさん）は、広島県福山市に本社を置く食肉の生産・加工・販売を行う企業。1963年（昭和38年）5月設立。

## 概要
直営の瀬戸牧場にて豚を生産し、引野工場にて加工し、精肉や惣菜にて販売している。また廃棄食品からのエコフィード生産も行っている。